# James Chadwick
James Chadwick (Manchester, 20. listopada 1891. - Cambridge, 24. srpnja 1974.), engleski fizičar. Studirao u Manchesteru, Berlinu i Cambridgeu. U Cavendishevu laboratoriju u Cambridgeu surađivao s E. Rutherfordom. Dvojica su znanstvenika izvodila nuklearne pokuse bombardirajući različite mete (jezgre atoma) snopom α-čestica. Chadwick je shvatio (1932.) da zračenje nastalo nakon bombardiranja jezgre berilija (Be-9) ne može biti γ-zračenje, kako se vjerovalo, nego električki neutralna čestica (neutron) približno jednake mase kao i proton. Za to otkriće i određenje mase neutrona, što je bio jedan od najvećih događaja u fizici jezgre, Chadwick je 1935. dobio Nobelovu nagradu za fiziku.

## Neutron
Neutron je električki neutralna elementarna čestica, sastavnica svih atomskih jezgri osim vodikove. Teorijski je predviđen 1920. (Ernest Rutherford), a otkriven pokusom 1932. (James Chadwick). Masa neutrona (1,675 ∙ 10–27 kg = 939,6 MeV/c²) nešto je veća od mase protona, na koji se slobodni neutron raspada slabim β-raspadom (n → p + e– + ν̄e), s vremenom poluraspada od 616 sekundi. Neutron ima spin ½ pa podliježe Fermi-Diracovoj statistici, a zbog svoje podstrukture (dva donja i jedan gornji kvark) ima magnetski moment (–1,913 nuklearnih magnetona). Neutron je građen od jednog gorneg (u) kvarka i dvaju donjih (d) kvarkova. Neutron vezan u atomskim jezgrama općenito je stabilan, no u beta-emiterima (jezgrama s viškom neutrona) raspada se kao slobodni neutron.
Budući da su električki neutralni, neutroni ne međudjeluju s atomskim omotačima, to jest ne gube kinetičku energiju ionizirajući atome, već kroz tvar prolaze slobodno sve dok se izravno ne sudare s atomskim jezgrama. Slobodni neutroni lakše od električki nabijenih čestica dolaze u dodir s atomskim jezgrama i mogu uzrokovati njihove pretvorbe (transformacije), u nuklearnim reaktorima mogu pokrenuti lančane reakcije (nuklearnu fisiju). S pomoću neutrona se dobivaju transuranijski elementi.
Zbog električne neutralnosti neutrone nije moguće izravno detektirati, nego se to ostvaruje sekundarnim učincima električki nabijenih čestica, koje ili dobiju energiju neutrona u izravnom sudaru ili nastaju prilikom nuklearnih reakcija izazvanih neutronima.
Antineutron se od neutrona razlikuje po tom što mu je magnetski moment suprotno orijentiran prema spinu. Otkriven je s pomoću akceleratora čestica bevatron 1956.